# جوایز برگزیده مردم
جوایز برگزیده مردم (به انگلیسی: People's Choice Awards) برنامه‌ای است که در آن بهترین‌های سینما، تلویزیون و موسیقی با رأی مردم انتخاب می‌شوند. این برنامه که پخش آن از سال ۱۹۷۵ تاکنون هر سال ادامه یافته، از شبکه سی‌بی‌اس پخش می‌شود.

## رده‌های جوایز
رده‌های برگزیدگان این برنامه تا به حال چندین بار تغییر کرده‌است. به طور مثال در یک‌سال بهترین بازیگر مرد، بهترین بازیگر زن و بهترین بازیگر جهان انتخاب می‌شوند و در سال دیگر فقط بهترین بازیگر مرد و زن.

## جوایز منتخب کودکان
از سال ۱۹۸۸، نیکلودین، یک برنامه به نام جوایز برگزیده کودکان نیکلودین طراحی کرد که در آن کودکان برنامه‌های تلویزیونی مورد علاقهٔ خود را برمی‌گزینند. این برنامه شبیه به جوایز برگزیده نوجوانان می‌باشد، اما ارتباطی با آن ندارد.